# Uterus bicornis

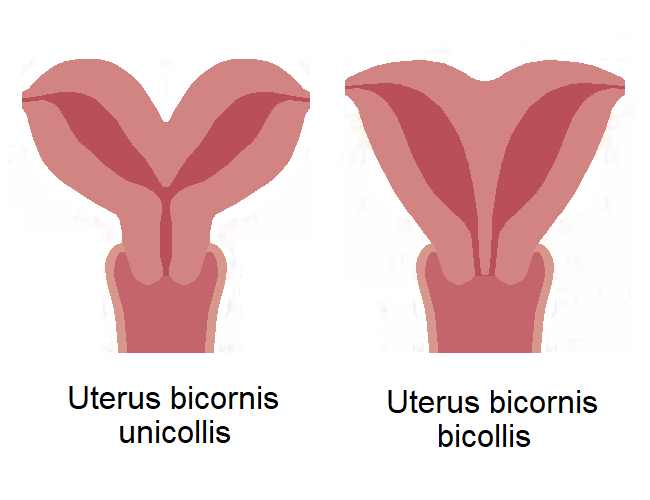
Unterschiedliche Formen des Uterus bicornis

Der Uterus bicornis, von lateinisch bi ‚zwei‘ oder ‚doppelt‘ und cornus ‚Horn‘, ist eine Form der Gebärmutter, die bei bestimmten Säugetierarten normal ist (→ Gebärmutter der Nicht-Primaten), beim Menschen aber als Fehlbildung der Gebärmutter einzuordnen ist. Die Gebärmutter ist beim zweihörnigen Uterus mehr oder minder stark in zwei Bereiche geteilt, in welche je ein Eileiter mündet. Beide Bereiche vereinigen sich zum äußeren Muttermund hin, wo sie in eine gemeinsame Vagina führen.

## Einteilung
Je nach Ausmaß der Unterteilung ist folgende Unterteilung gebräuchlich:
- Uterus bicornis partialis, nur teilweise Trennung des Corpus (Gebärmutterköper)
- Uterus bicornis unicollis, komplette Trennung mit gemeinsamem Uterushals (häufigere Form).
- Uterus bicornis bicollis mit kompletter Trennung auch der Portio,[2][3] ist eine Übergangsform zum Uterus didelphys (syn. Uterus duplex).[4]

## Vorkommen

Die weiblichen Geschlechtsgänge bei Säugetieren

In der Biologie wird innerhalb der Ordnung der Säugetiere (Mammalia) zwischen doppeltem Uterus, zweihörnigem und einfachem Uterus unterschieden. Selbst die Vagina kann doppelt angelegt sein, wie dies bei den Beuteltieren üblich ist. Beim Menschen ist der Uterus üblicherweise ein ungekammertes birnenförmiges Organ. Die Häufigkeit eines Uterus bicornis wird auf 0,1–0,5 % geschätzt.

## Ursache
Bei Insektenfressern, Karnivoren, Huftieren, Walen und Affenarten wie den Lemuren ist der Uterus bicornis die biologisch normale Form der Gebärmutter. Beim Menschen entstehen dem entsprechende abweichende Formen auf der Grundlage von altem Säugetiererbe (Atavismus), wenn durch eine Fehlsteuerung die beiden Müller-Gänge die Organanlagen in der Embryonalentwicklung nicht ausreichend verschmelzen. In welchem Ausmaß bei den Tieren die Verschmelzung stattfindet, ist artspezifisch.

## Klinische Erscheinungen

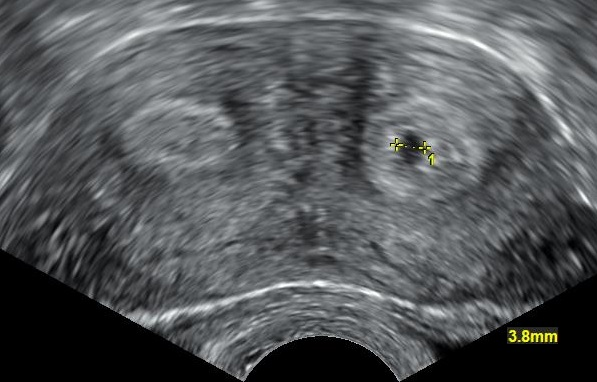
Uterus bicornis mit Frühschwangerschaft in der Sonografie

Es besteht für schwangere Frauen ein höheres Risiko für Frühgeburt und Fehlgeburt, auch für Uterusrupturen.

## Diagnose
Die medizinische Diagnose wird in der Regel durch Sonografie gestellt.

## Differentialdiagnose
Abzugrenzen sind andere Uterusfehlbildungen wie Uterus didelphys und Uterus septus.

## Gesundheit und Gewebeentartungen

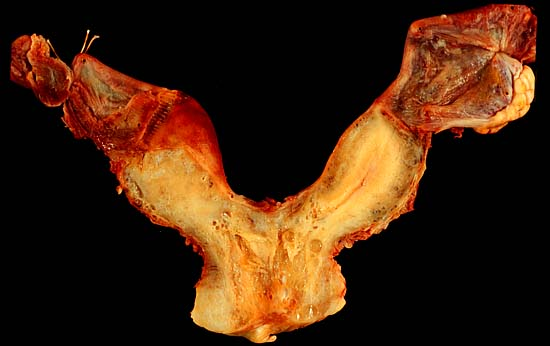
Präparat eines Uterus bicornis nach Entfernung des linken Ovarialtumors und späterer Hysterektomie.

Bei einem Uterus bicornis ist das Krebsrisiko nicht erhöht. Endometriumkarzinome sind sehr selten. Wenn das Vorhandensein eines Uterus bicornis noch nicht bekannt ist und klinischer Verdacht auf ein Karzinom besteht, welcher durch den histologischen Befund aber nicht bestätigt werden kann, bieten Sonografie und Magnetresonanztomographie diagnostische Möglichkeiten, da die Ursache in einem zweiten Uterushorn liegen kann. Etwa 15 % aller Ovarialtumoren und 8 bis 10 % der epithelialen Ovarialtumoren sind muzinöse Zystenadenome (Foto rechts), die auch bei normal entwickeltem Uterus entstehen können.